# Escalaplano
Escalaplano (sardinsky: Scaleprànu) je italská obec (comune) v provincii Sud Sardegna v regionu Sardinie. Nachází se ve výšce 338 metrů nad mořem a má přibližně 2 100 obyvatel. Rozloha obce je 94,04 km².